# Warburgiella macrospora
Warburgiella macrospora là một loài Rêu trong họ Sematophyllaceae. Loài này được (Dixon & Sainsbury) B.C. Tan, W.B. Schofield & H.P. Ramsay miêu tả khoa học đầu tiên năm 1998.